# Heinrich Carl Kröplin

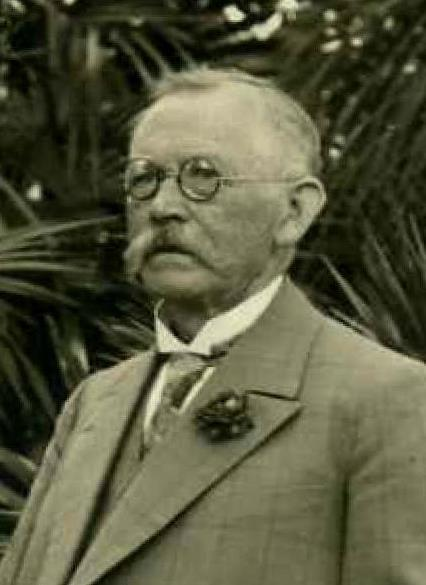
Heinrich Carl Kröplin

Heinrich Carl Friedrich Kröplin, auch: H. C. Kröplin (* 2. Mai 1859 in Bützow; † 16. September 1945 ebenda) war ein deutscher Uhrmacher, Fabrikant und Inhaber der einzigen Barometer- und Messinstrumentenfabrik in Mecklenburg.

## Leben
Heinrich Carl Kröplin wurde als zweiter von vier Söhnen des Tischlermeisters Heinrich Kröplin und dessen Frau Dorothea, geborene Deling geboren. Zwischen 1865 und 1873 besuchte er die Volksschule. Anschließend begann er 1873 eine Lehre bei dem Uhrmachermeister Adolph Compére in der Langen Straße 37 in Bützow. Nach Abschluss seiner Ausbildung begab sich Kröplin auf Wanderschaft durch verschiedene deutsche Großstädte. Er besuchte eine Fachschule in der Schweiz und arbeitete daraufhin in Betrieben am Genfersee sowie in Südfrankreich, die Uhren und feinmechanische Messinstrumente herstellten. Im Jahr 1883 kehrte er als Uhrmachermeister nach Bützow zurück, kaufte das Haus in der Rühner Straße 6 und eröffnete dort seine eigene Uhrenwerkstatt.
Kröplin begann mit der Entwicklung und Herstellung von Brillenglas-Messgeräten sowie Sphärometern. Diese innovativen Geräte ermöglichten die präzise Bestimmung der Linsenkrümmung, der Mittendicke von Linsen und der Längen von Präzisionswerkzeugen. Angesichts des steigenden Absatzes sah sich Kröplin gezwungen, seine Werkstatt durch einen zweigeschossigen Anbau zu erweitern.
Am 15. April 1887 heiratete Kröplin in Rostock die Fuhrmannstochter Wilhelmine, geborene Bliemeister (* 22. Februar 1863) aus Rostock. 1889 und 1900 besuchte Kröplin die Pariser Weltausstellung. Kröplins Metallbarometer und Luftdruckmesser speziell für die ständige Erfassung von Druckschwankungen, wurden zu reißend abgehender Ware. Um in Serie zu produzieren, kaufte Kröplin das Grundstück in der damaligen Wilhelmstraße 17 und errichtete 1906 eine Fabrik. Kröplin wurde 1906 auch Mitglied der Deutschen Gesellschaft für Mechanik und Optik. Kröplins feinmesstechnische Instrumente wurden als Besonderheit auf der Leipziger Messe bestaunt und akquirierten ausländische Interessenten. 1908 wurden die ersten Verträge mit Importeuren aus Skandinavien, Westeuropa und den USA abgeschlossen. 1909 stieß der 1883 in Bützow geborene Elektro-Ingenieur Gustav Adolf Stier durch Heirat der ältesten Tochter Kröplins zum Unternehmen. Durch Stier wurde dann in Rostock ein zweiter Betrieb eröffnet, der sich besonders der Entwicklung von Geräten für den naturwissenschaftlichen Unterricht widmete. Bedingt durch den Ersten Weltkrieg verlagerte sich das Produktionsprogramm vorübergehend auf barometrische Höhenmesser für Flugzeuge. Das Unternehmen hatte sich deutschlandweit einen guten Ruf erarbeitet, dass 1917 der Großherzog Friedrich Franz IV. die Barometerfabrik besuchte. Mit dem Jahreswechsel 1918/1919 zog sich H.C. Kröplin vom Geschäft zurück und übergab das Unternehmen zu gleichen Teilen seinem Schwiegersohn Adolf Stier und seinem Sohn Heinrich jun. Der Anteil des Auslandsgeschäftes stieg bis 1929 auf 70 Prozent. Stiers Sohn, Karl Heinrich wurde 1930 Mitinhaber, der sich mit Hygrometrie beschäftigte. Es entstand ein neuer Abnehmerkreis in der Maschinenbau-, Motoren-, Auto- und Flugzeugindustrie.
Nach Beginn des Zweiten Weltkriegs musste der Betrieb im Zuge der Kriegsbewirtschaftung seine Produktion umstellen und lieferte in der Hauptsache Messgeräte für die Luftwaffe. Dazu wurden auch ausländische Zwangsarbeiter aus dem Zuchthaus Dreibergen-Bützow herangezogen.
Aus der ständigen Weiterentwicklung der ersten feinmesstechnischen Instrumente entstand das „Schnelltaster-System Kröplin“, auf dem alle weiteren Innovationen bis hin zu den elektronischen Messuhren aufbauten. Mit diesem damals konkurrenzlosen Fabrikationsbereich konnte nach dem Zweiten Weltkrieg der Wiederaufbau begonnen werden.
H.C.Kröplin starb im Alter von 86 Jahren in Bützow.
Trotz Demontage der gesamten Produktionsstätte durch die damalige sowjetische Besatzungsmacht und Enteignung des Firmen- und Privatvermögens siedelte das Unternehmen um und existiert noch heute in Schlüchtern unter dem Namen Kroeplin GmbH.

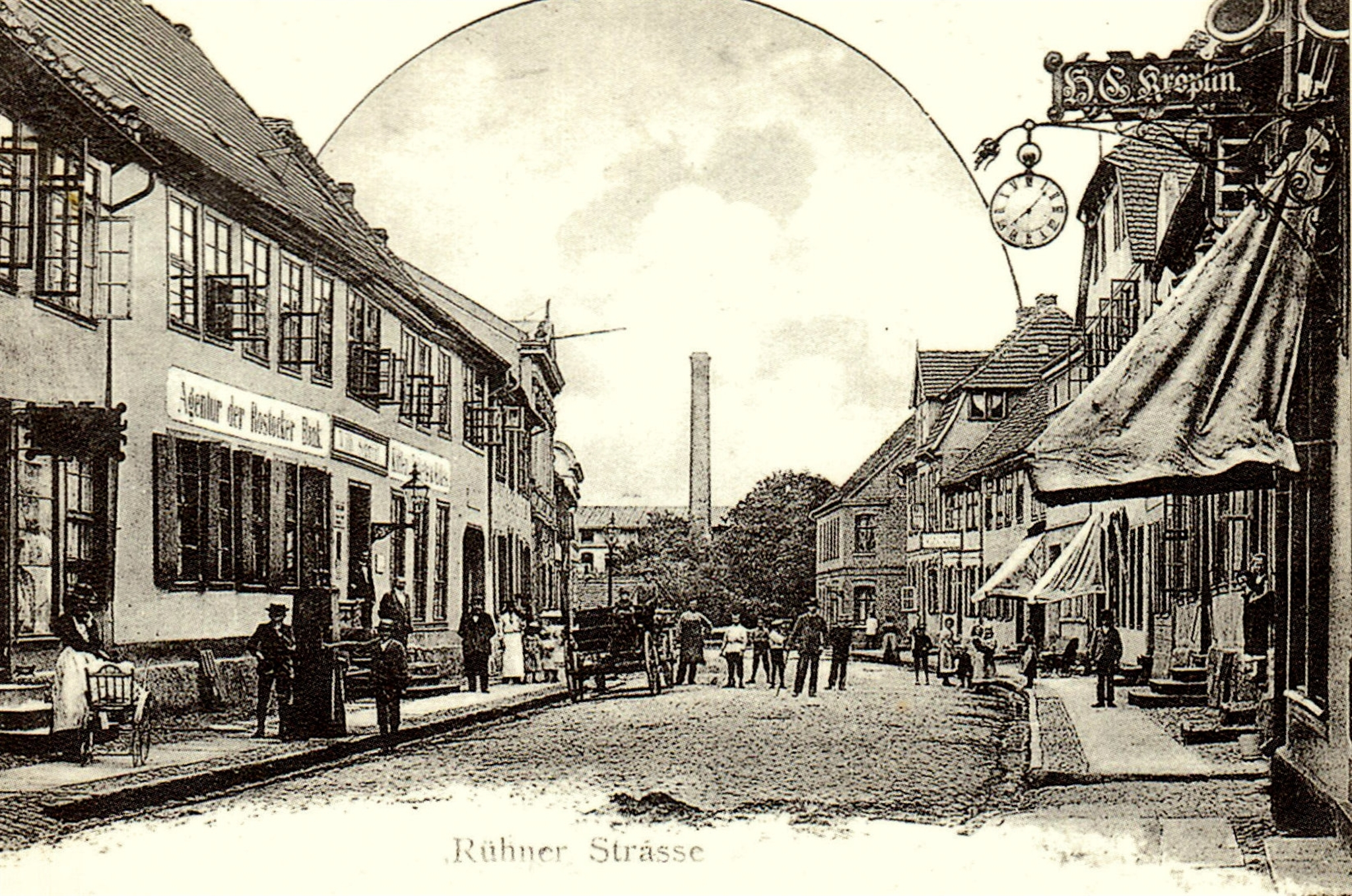
Erster Firmensitz in der Rühnerstraße in Bützow
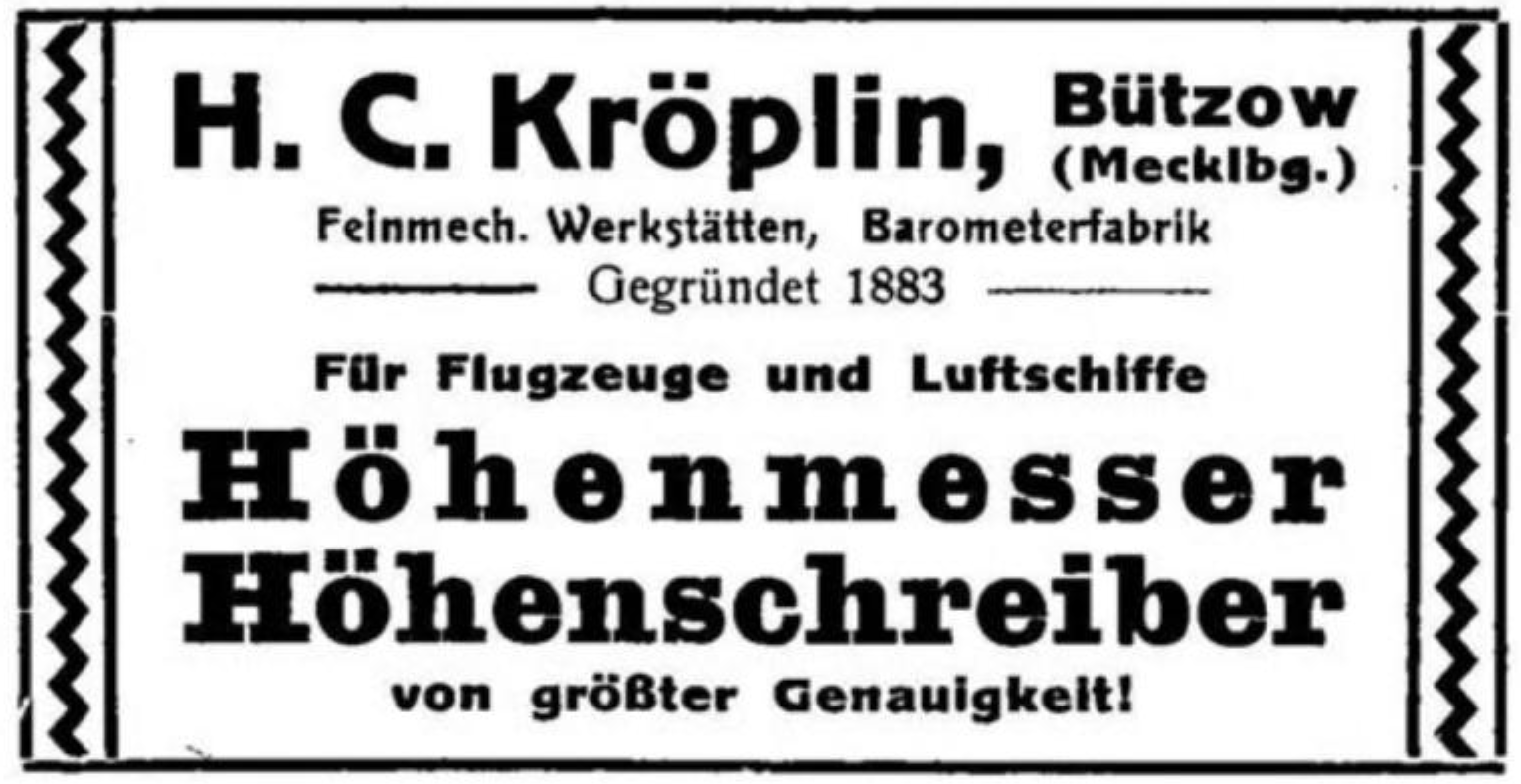
Annonce für Höhenmesser
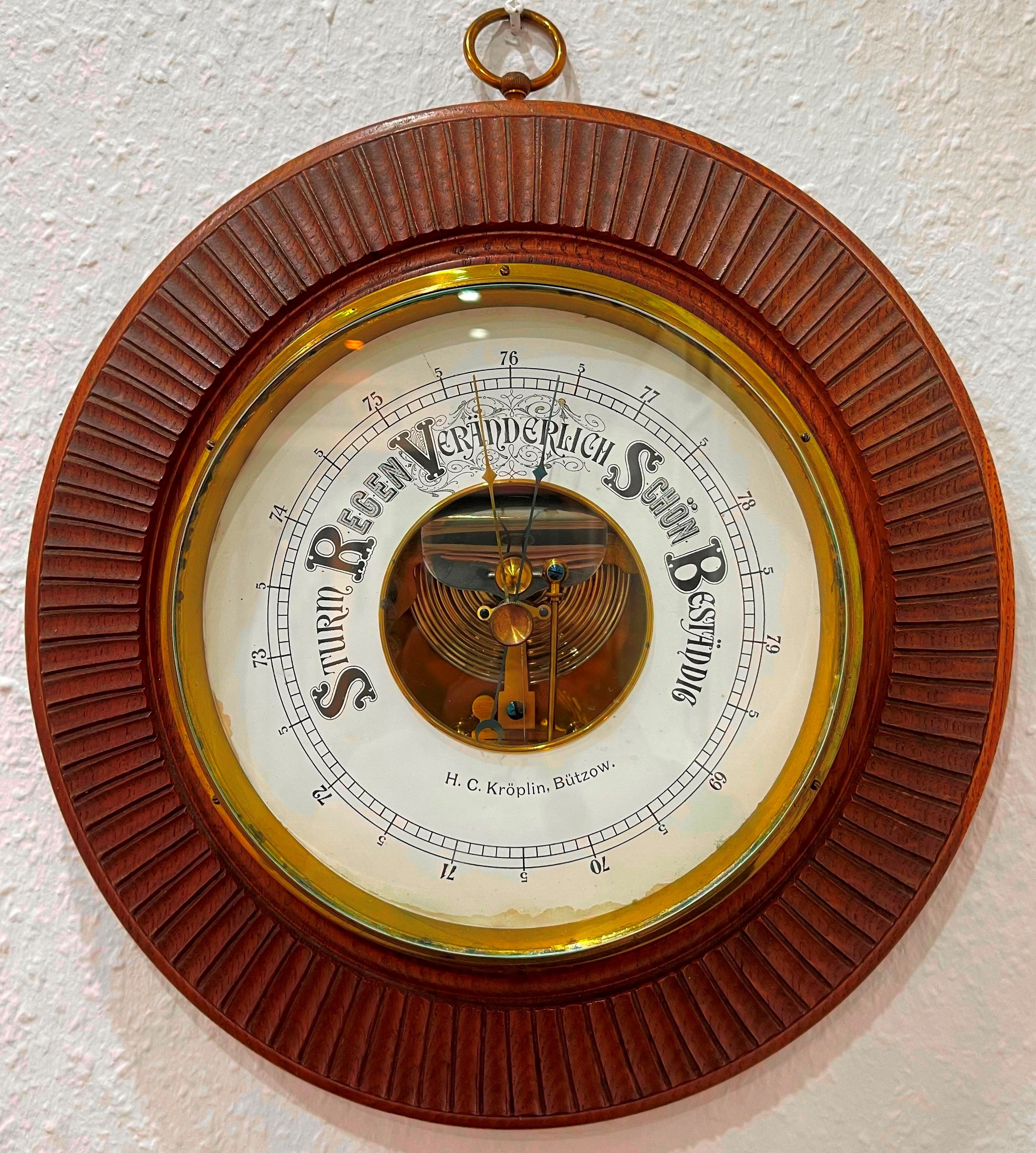
Barometer der Firma Kröplin